# Psammobates geometricus
Psammobates geometricus là một loài rùa trong họ Testudinidae. Loài này được Linnaeus mô tả khoa học đầu tiên năm 1758.

## Hình ảnh

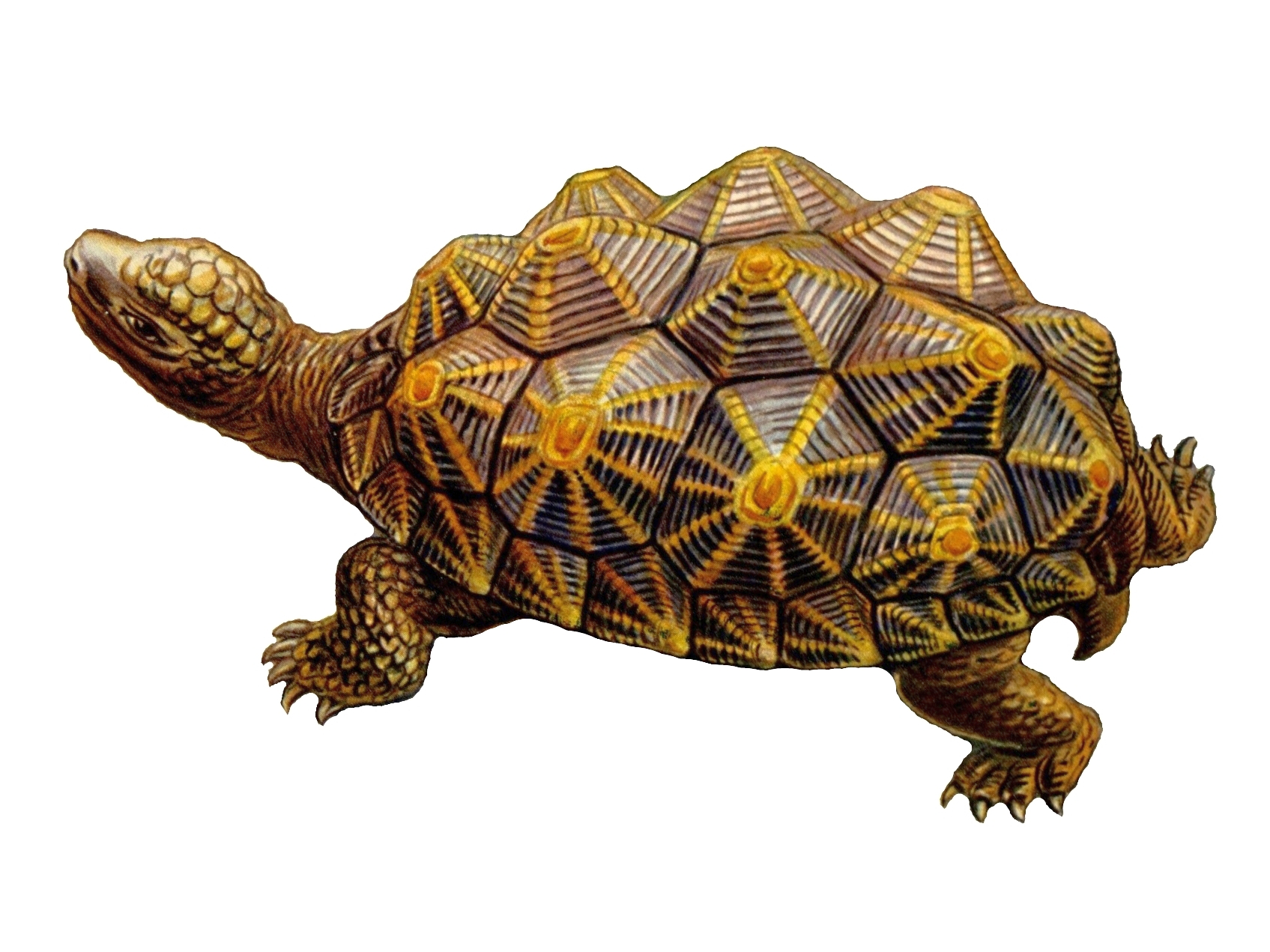